# Anna Bilińska
Anna Bilińska, född 8 december 1854, död 18 april 1893 i Warszawa, var en polsk målare. Hon anses vara en av de viktigaste polska konstnärerna. Bilińska är representerad på Nationalmuseet i Warszawa.

## Målningar (urval)

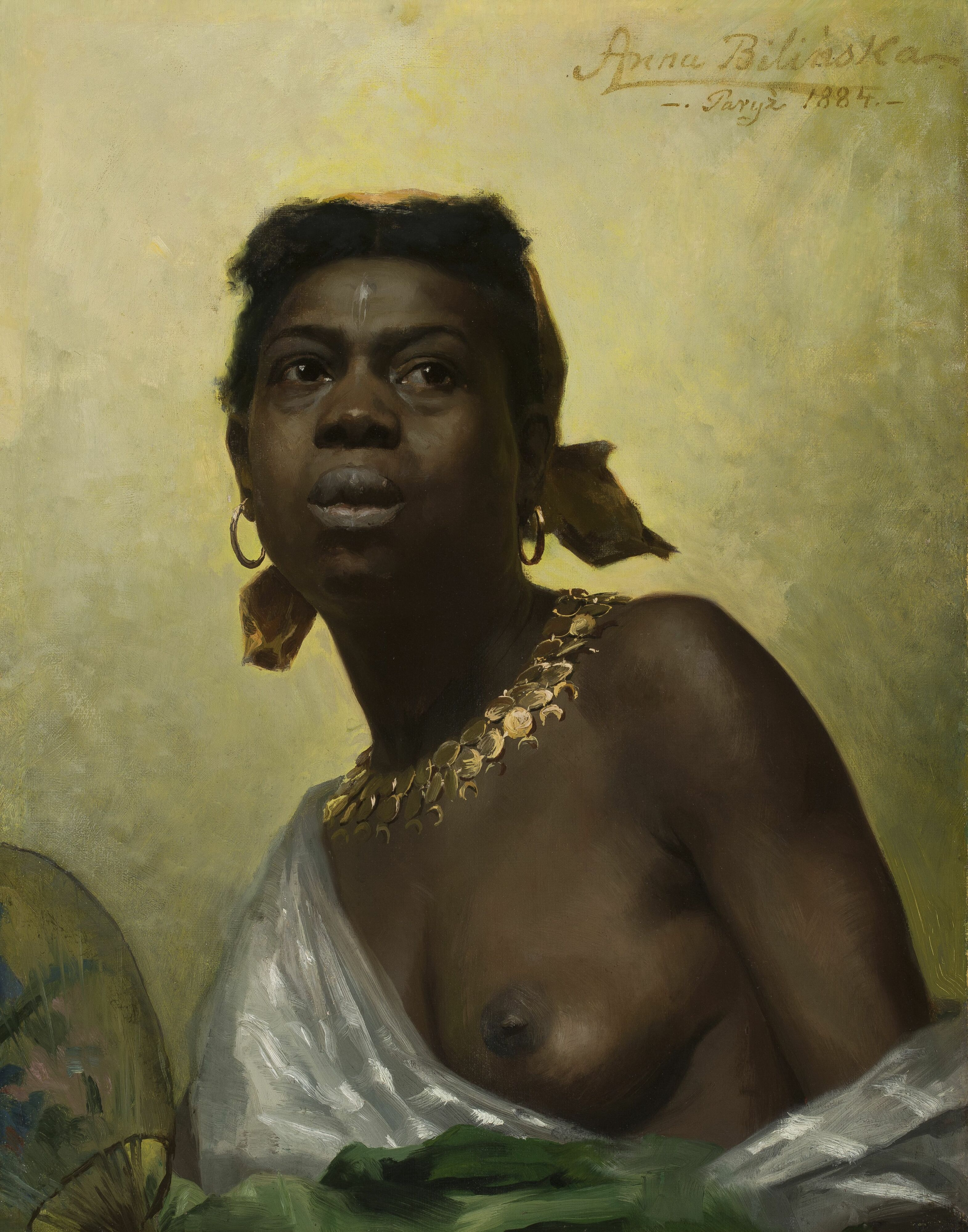
(Murzynka), 1884.
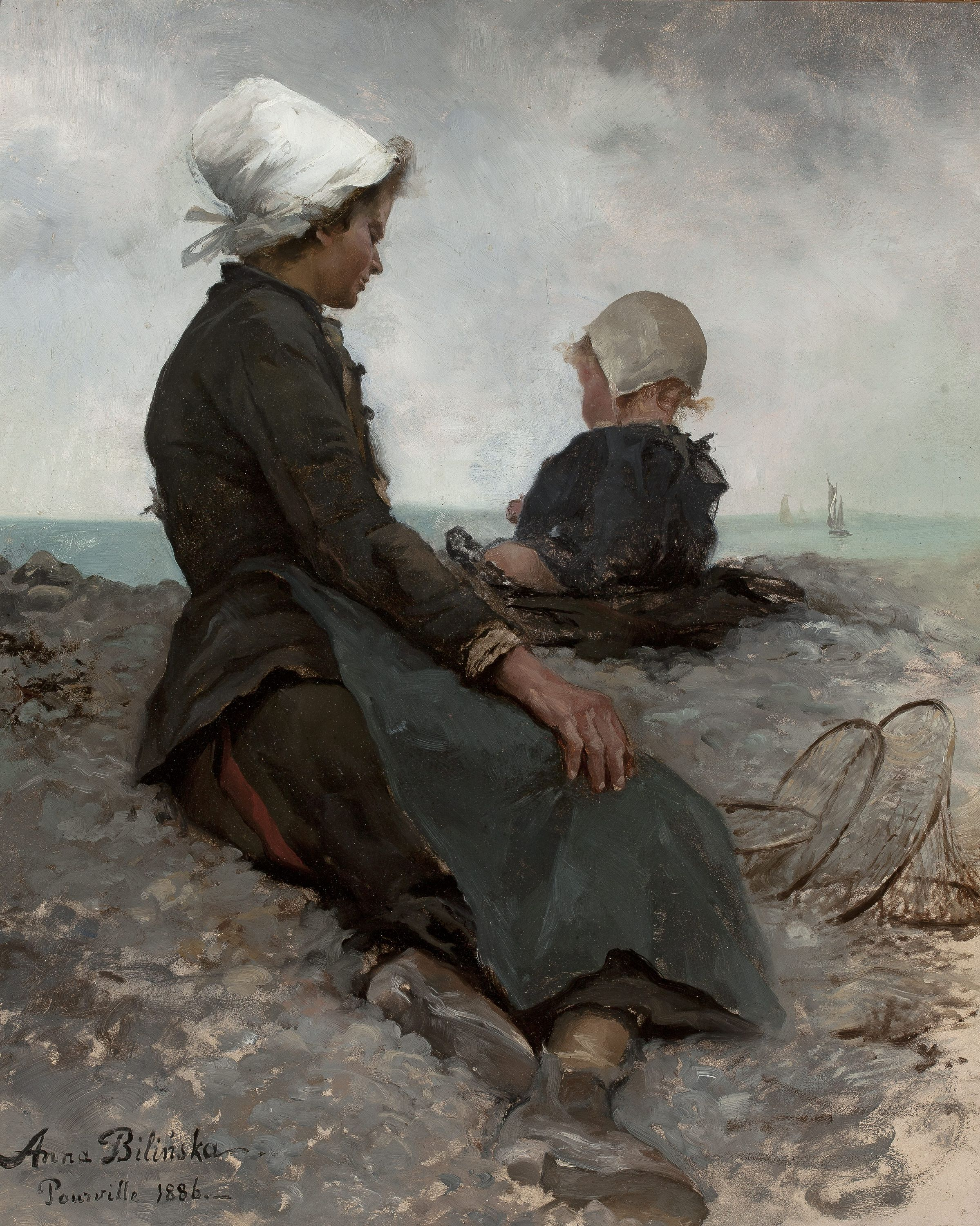
Vid havet, 1886.
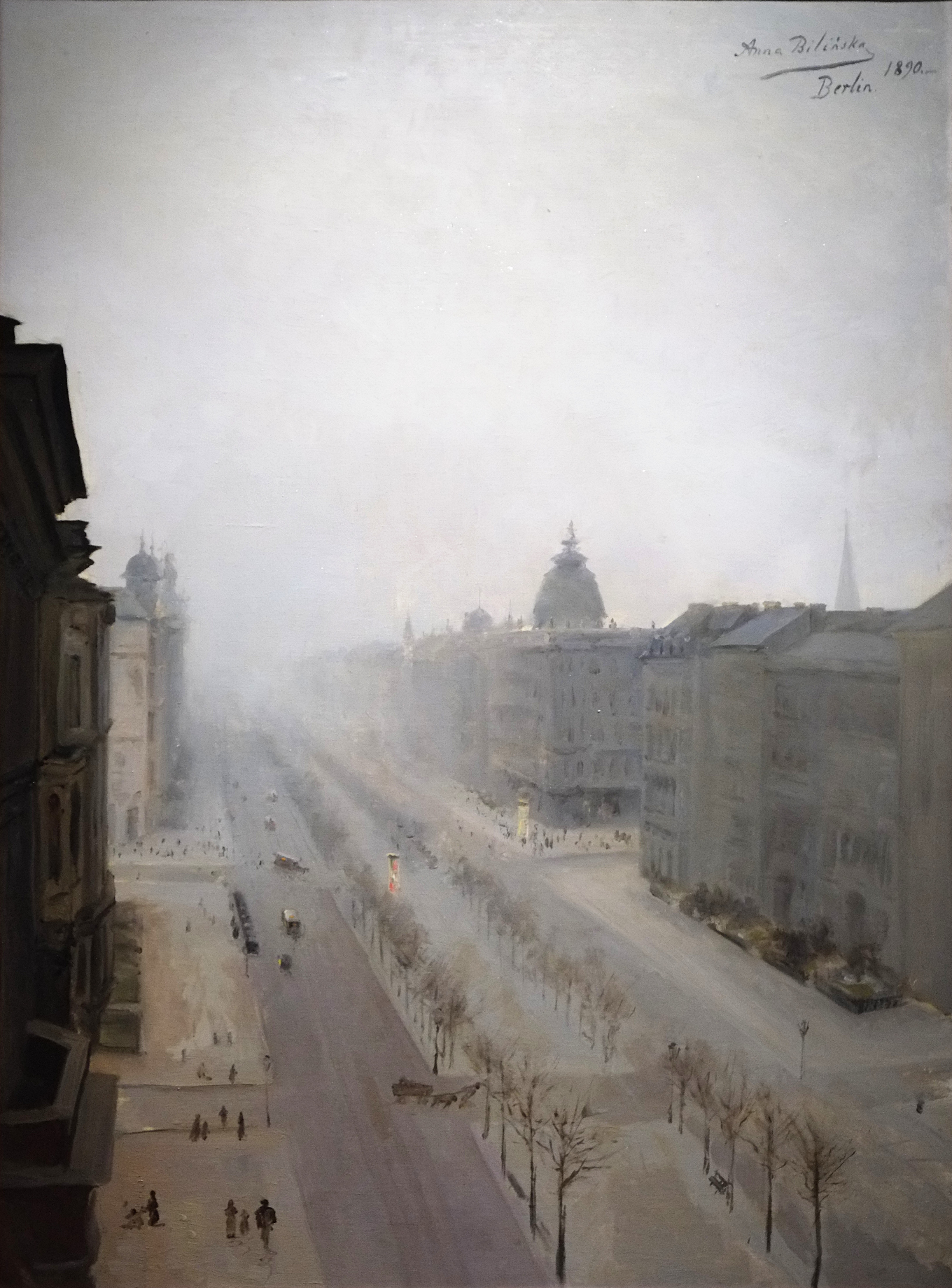
Unter den Linden Street in Berlin, 1890.

## Utmärkelser
- Riddare av Hederslegionen

[Redigera Wikidata]